# Peoria (Oregon)
Peoria – jednostka osadnicza w Stanach Zjednoczonych, w stanie Oregon, w hrabstwie Linn.